# Taylor Dent
Taylor Phillip Dent (Santa Ana, Californië, 24 april 1981) is een Amerikaanse voormalig professionele tennisspeler. Taylor Dent is de zoon van Phil Dent die in 1974 de finale bereikte op de Australian Open. Dent is voorzien van een sterke en zeer harde service en speelt daarom het liefst serve en volleyspel.
Gedurende zijn carrière wist Taylor Dent vier ATP-toernooien op zijn naam te schrijven. In 2002 boekte hij zijn eerste toernooiwinst in Newport. Een jaar later in 2003 sloot hij drie toernooien af als winnaar, namelijk de toernooien in Bangkok, Memphis en Moskou.
In 2006 wist hij samen met Lisa Raymond de Hopman Cup 2006 te winnen door in de finale het Nederlandse duo Michaëlla Krajicek / Peter Wessels klop te geven. In de beslissende derde set van het dubbelspel werd de supertiebreak gewonnen met 10-7.
Op 25 mei 2010 sloeg hij in een wedstrijd tegen Nicolás Lapentti de snelste service ooit geslagen op Roland Garros met 240 km/u. Hij verbrak hiermee het oude record van Andy Roddick en Fernando Verdasco (232 km/u).

## Titels (4)
| Legenda (Enkelspel)    |
| Grandslam (0)          |
| Tennis Masters Cup (0) |
| ATP Masters Series (0) |
| ATP-tour (4)           |

| Nr. | Datum             | Toernooi | Verliezend finalist | Uitslag     |
| 1.  | 7 juli 2002       | Newport  | James Blake         | 6-1 4-6 6-4 |
| 2.  | 17 februari 2003  | Memphis  | Andy Roddick        | 6-1 6-4     |
| 3.  | 22 september 2003 | Bangkok  | Juan Carlos Ferrero | 6-3 7-6(5)  |
| 4.  | 9 januari 2006    | Moskou   | Sargis Sargsian     | 7-6(5) 6-4  |

## Overige toernooien
| jaar | toernooi   | partner      |
| ---- | ---------- | ------------ |
| 2006 | Hopman Cup | Lisa Raymond |

## Prestatietabel
| Legenda | Legenda                          |
| ------- | -------------------------------- |
| g.t.    | geen toernooi gehouden           |
| l.c.    | lagere categorie                 |
| –       | niet deelgenomen                 |
| G       | uitgeschakeld in de groepsfase   |
| 1R      | uitgeschakeld in de eerste ronde |
| 2R      | uitgeschakeld in de tweede ronde |
| 3R      | uitgeschakeld in de derde ronde  |
| 4R      | uitgeschakeld in de vierde ronde |
| KF      | uitgeschakeld in de kwartfinale  |
| HF      | uitgeschakeld in de halve finale |
| F       | de finale verloren               |
| W       | het toernooi gewonnen            |
| w-v     | winst/verlies-balans             |

### Prestatietabel grand slam, enkelspel
| Toernooi        | 1998 | 1999 | 2000 | 2001 | 2002 | 2003 | 2004 | 2005 | 2006 | 2009 | 2010 |
| --------------- | ---- | ---- | ---- | ---- | ---- | ---- | ---- | ---- | ---- | ---- | ---- |
| Australian Open | –    | –    | –    | –    | 3R   | –    | 3R   | 3R   | 1R   | 1R   | 2R   |
| Roland Garros   | –    | –    | –    | –    | –    | 1R   | 1R   | –    | –    | –    | 2R   |
| Wimbledon       | –    | –    | 1R   | 2R   | 3R   | 1R   | 3R   | 4R   | –    | 1R   | 2R   |
| US Open         | 2R   | 1R   | 1R   | 2R   | 1R   | 4R   | 2R   | 3R   | –    | 3R   | 2R   |

### Prestatietabel grand slam, dubbelspel
| Toernooi        | 1998 | 1999 | 2000 | 2001 | 2002 | 2003 | 2004 |
| --------------- | ---- | ---- | ---- | ---- | ---- | ---- | ---- |
| Australian Open | –    | –    | –    | –    | –    | –    | –    |
| Roland Garros   | –    | –    | –    | –    | –    | 1R   | 1R   |
| Wimbledon       | –    | –    | –    | –    | –    | –    | –    |
| US Open         | 1R   | –    | 2R   | 1R   | –    | 1R   | –    |